# Lipstick
}}
„Lipstick” este un cântec al interpretei britanice de muzică rhythm and blues și pop Alesha. Acesta a fost compus de Anders Bagge, Peer Astrom, făcând parte de pe primul album de studio în cariera solo al artistei, Fired Up. Piesa a fost lansată ca primul disc single al albumului în Regatul Unit pe data de 16 august 2006.
Discul s-a bucurat de un succes moderat, ocupând poziții de top 20 în UK Singles Chart și de top 50 în Irlanda. De asemenea, acesta s-a clasat pe locul 93 în Europa.

## Informații generale
„Lipstick” a fost lansat drept primul single al albumului Fired Up și eliberat la mijlocul lunii august, anul 2006. Discul a beneficiat de o campanie de promovare doar în Irlanda și Regatul Unit și de un videoclip regizat de Paul Gore. Cântecul a debutat pe locul 14 în UK Singles Chart, staționând în clasament timp de patru săptămâni consecutive. În Irlanda, piesa a intrat în top doar locul 42, nereușind să obțină o poziționare superioară. Datorită prestație modeste din cele două regiuni, „Lipstick”, nu a fost lansat la nivel european, însă a obținut locul 93 în Euro 200.
Cântecul a fost lansat și în Japonia, pentru a preceda eliberarea materialului Fired Up. „Lipstick” s-a clasat pe locul 1 în topul celor mai bine vândute tonuri de apel din Japonia și pe locul secund în clasamentul internațional Tokio Hot 100.

## Lista cântecelor
Disc promoțional/descărcare digitală
- „Lipstick” (versiunea de pe album)

Disc single
- „Lipstick” (versiunea de pe album)
- „Lipstick” (remix de Agent X)

## Clasamente
| Clasament             | Poziția maximă | Referință |
| --------------------- | -------------- | --------- |
| Euro 200              | 93             | [ 4 ]     |
| Ireland Singles Chart | 42             | [ 3 ]     |
| Tokio Hot 100         | 2              | [ 6 ]     |
| UK Singles Chart      | 14             | [ 3 ]     |